# Škoda Yeti
Škoda Yeti je kompakni SUV češke marke Škoda i proizvodio se od 2009. do 2017. godine. Predstavljen je 2009. godine na Ženevskom autosalonu. Cijene počinju od 123.850 Kuna za 1.2 TSI 105 KS (listopad 2009.).

## Motori

### Benzin
- 1,2 TSI (77 kW/105 ks)
- 1.4 TSI (90kW/122 ks) 1.4 TSI 4x4 (__kW/150 ks)
- 1,8 TSI 4x4 (118 kW/160 ks)

### Diesel
- 1.6 TDI 4x2 (77kW/105 ks)
- 2,0 TDI 4x2 i 4x4 (81 kW/110 ks)
- 2,0 TDI 4x4 (103 kW/140 ks)
- 2,0 TDI 4x4 (125 kW/170 ks)

- Pogled odostraga na Škodu Yeti
- Unutrašnjost vozila
- Prednji dio

## Vanjske poveznice
- Škoda Hrvatska